# درگاه‌آباد
درگاه‌آباد، روستایی است از توابع بخش مشکان و در شهرستان خوشاب استان خراسان رضوی ایران.

## جمعیت
این روستا در دهستان یام قرار داشته و بر اساس سرشماری سال ۱۳۸۵ جمعیت آن ۲۴۲ نفر (۵۹ خانوار)
بوده است.